# Couroupita guianensis
Pour les articles homonymes, voir Boulet de canon et Boulet (homonymie).
Espèce
Statut de conservation UICN

 LC  : Préoccupation mineure
L’arbre Boulet de canon (Couroupita guianensis Aubl.,1775) est une espèce de plantes à fleurs de la famille des Lecythidaceae.
C'est un arbre à feuillage persistant de la même famille que le noyer d'Amazonie (Bertholletia excelsa), originaire du nord d'Amérique du Sud, d'Amérique tropicale et du sud des Caraïbes. Il est cultivé dans de nombreuses autres régions tropicales pour ses belles fleurs parfumées.

## Statut
Couroupita guianensis a le statut d'espèce déterminante ZNIEFF en Guyane.

## Description

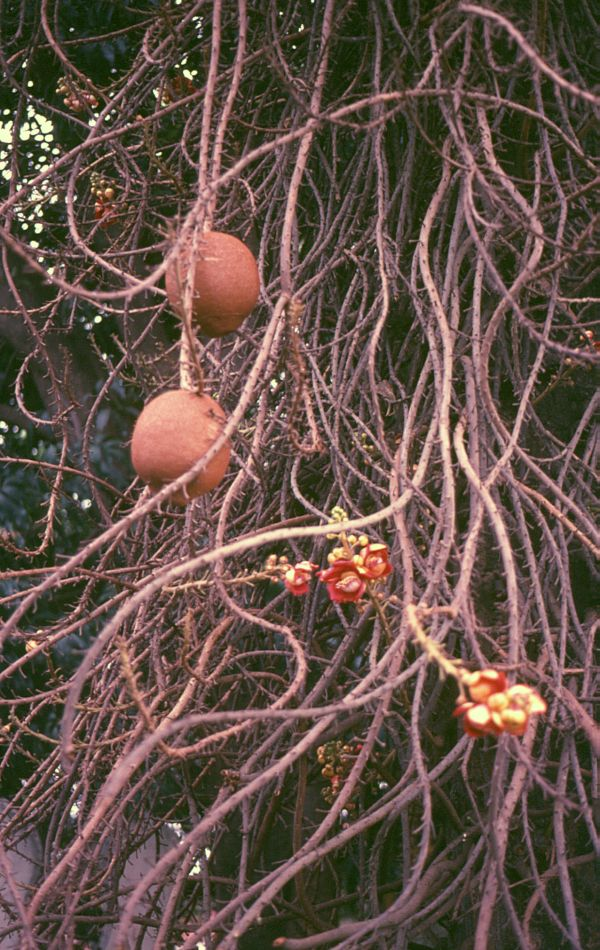
Couroupita guianensis, fruits et fleurs.

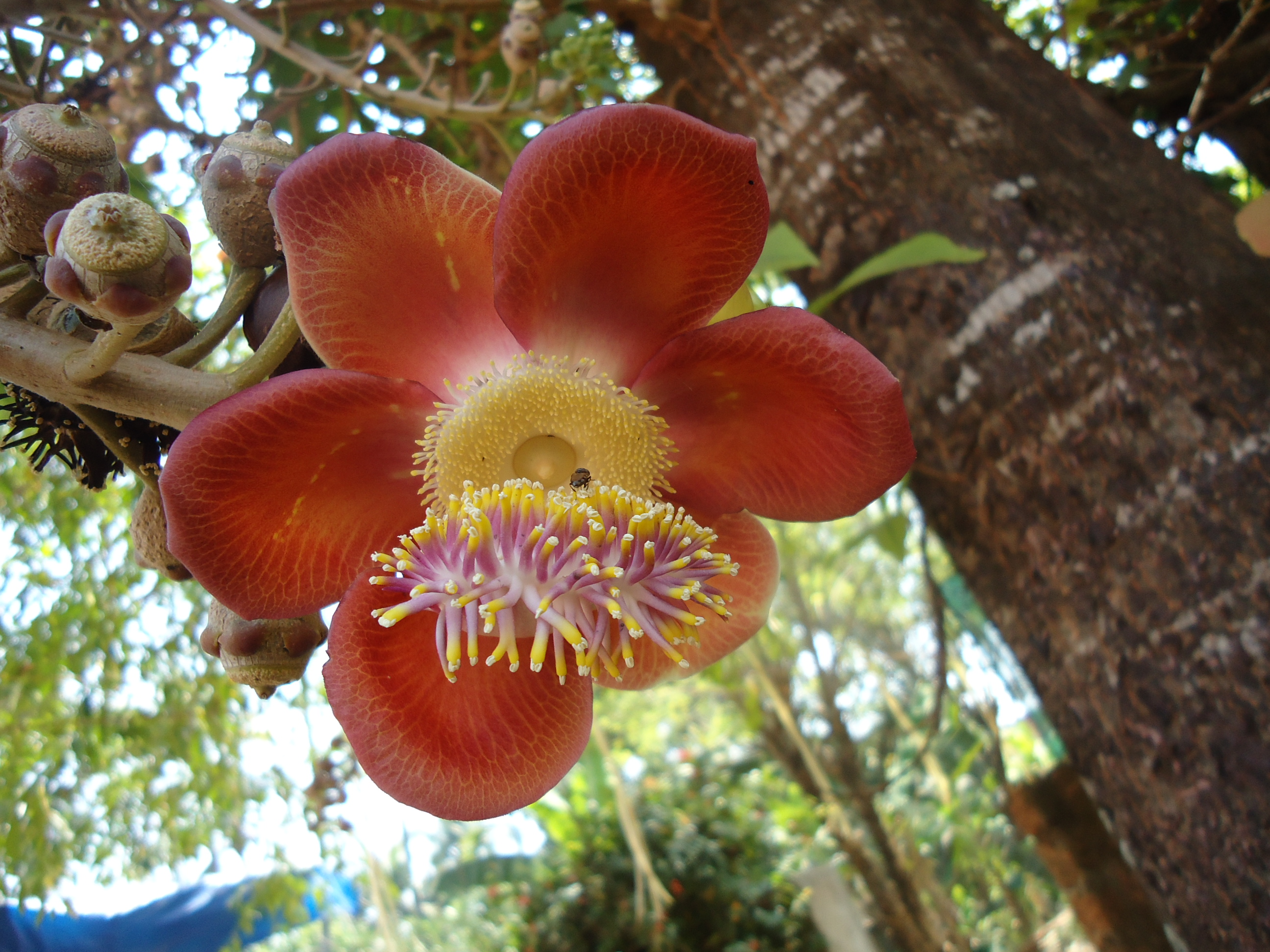
Fleur.

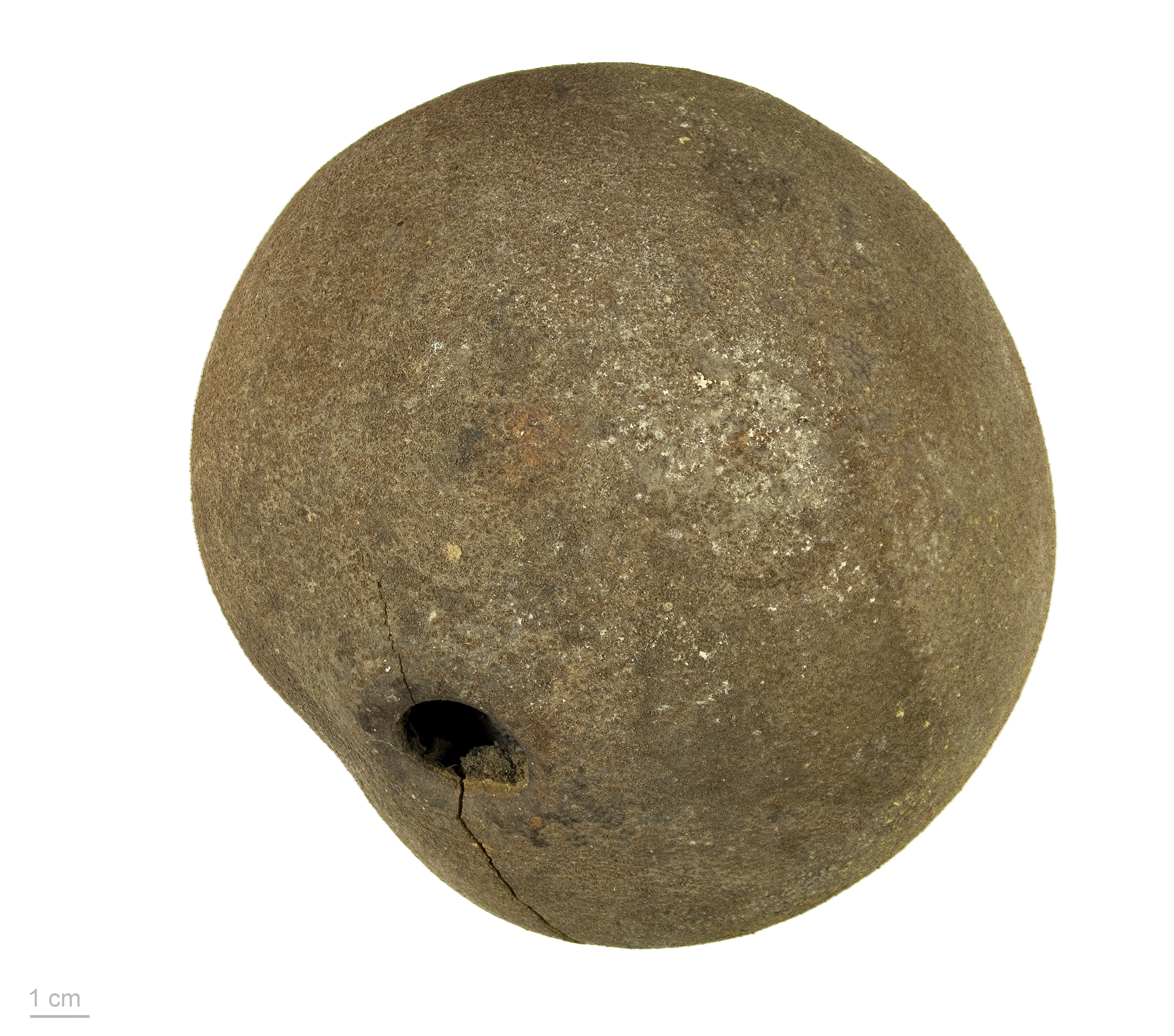
Couroupita guianensis au muséum de Toulouse.

30 à 35 m de hauteur, avec des tiges terminées par des feuilles disposées en rosette. Les fleurs sont orange, écarlates ou roses formant des grappes mesurant 3 m de longueur. Elles sont composées de six pétales, sont assez grosses, mesurant jusqu'à 10 cm, et ont une odeur agréable. Elles donnent de gros fruits sphériques et ligneux de 15 à 24 cm de diamètre, contenant de nombreuses (200 à 300) graines. La pulpe du fruit bleuit à l'air libre et a une odeur désagréable.
Comme les cocotiers, ces arbres ne devraient pas être plantés à proximité des chemins ou des zones de circulation, car ses lourdes noix sont connues pour tomber soudainement. Toutefois, il est très largement utilisé comme arbre d'ornement sur les trottoirs et les places à Rio do Janeiro (comme place Largo do Machado à Catete).
Très planté dans les temples en Inde, cet arbre est appelé l'arbre « nagalingam » en tamoul. Il est considéré comme sacré par les hindous puisque sa fleur ressemble à un Nâga, un serpent sacré sur le shiva lingam.
Mais il se trouve souvent planté en Asie avec des dénominations assez farfelues comme Shorea robusta  ou encore  Pentacme siamensis  ,  ces dénominations faisant référence au  Sal ou Sâla (Shorea robusta). Le Sal étant un arbre sacré aussi bien pour le bouddhisme que pour l’hindouisme ou le jaïnisme.

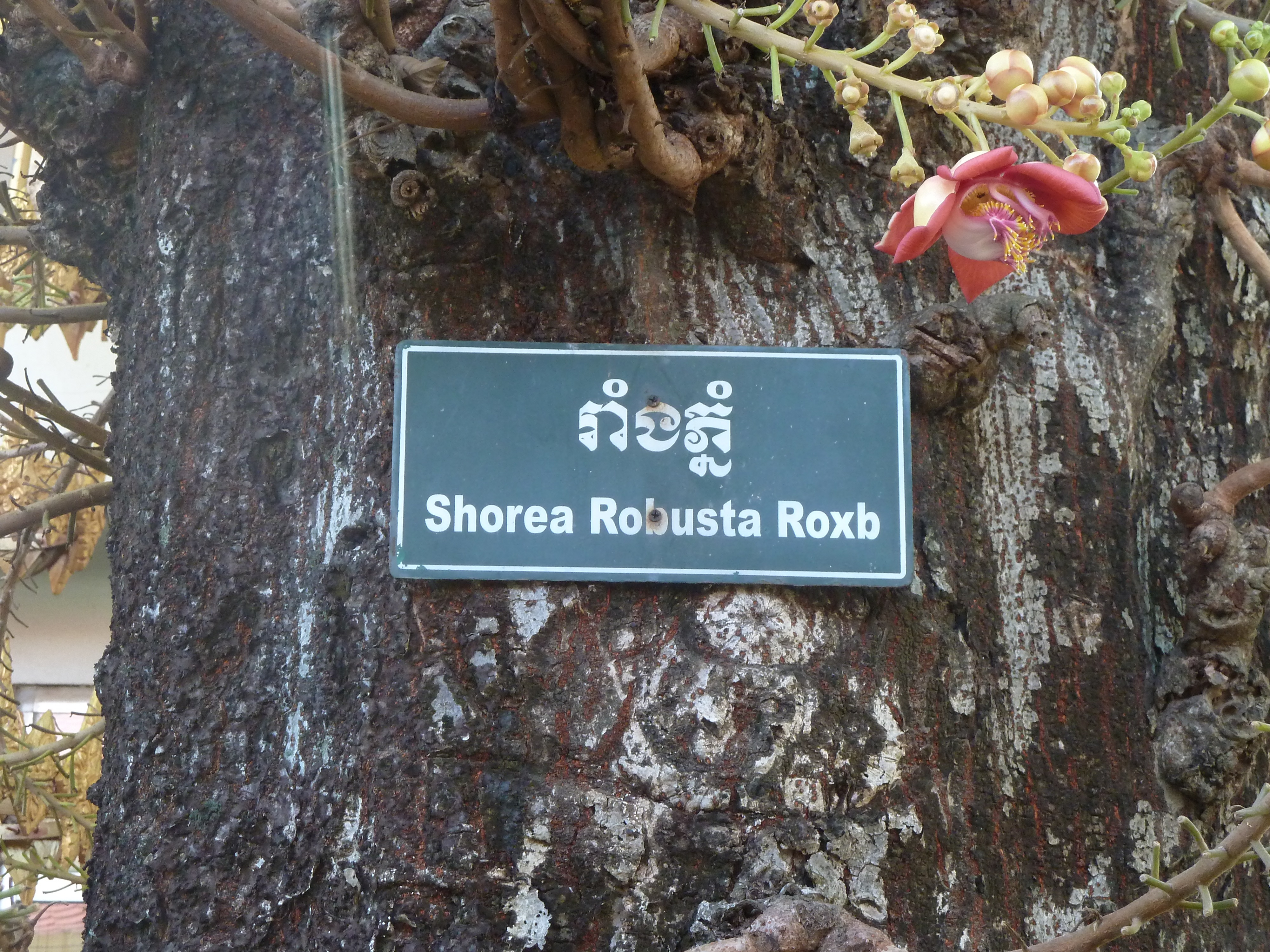
Dénomination erronée au palais royal de Phnom Penh.

Cette erreur a probablement pour origine le mauvais étiquetage d'un couroupita par les jardiniers du palais royal au Cambodge, erreur diffusée ensuite très largement en toute innocence, en particulier sur le web, par des visiteurs, avec leurs photos du couroupita légendé shorea ou pentacme.